# دايفيد هورويتز (لاعب اتحاد الرغبي)
دايفيد هورويتز (بالإنجليزية: David Horwitz)‏ هو لاعب اتحاد الرغبي أسترالي، ولد في 30 سبتمبر 1994 في سيدني في أستراليا.

## وصلات خارجية
- دايفيد هورويتز على موقع ItsRugby.co.uk (الإنجليزية)